# 马琳
馬琳（1980年2月19日—），辽宁瀋陽人，中国乒乓球运动员、教练员，现为中国国家女子乒乓球队主教练。
被稱為“世界盃先生”的馬琳是乒乓球历史上首位世界盃男單四冠王（2000、2003、2004、2006）及首位集奧運會乒乓球項目雙打（2004）、單打（2008）和團體（2008）冠軍於一身的男選手，同時他也是中國桌球超級聯賽的七冠王，人稱“得马琳者得天下”。但遗憾的是他职业生涯未能获得世锦赛的单打冠军，与乒乓球單打大滿貫失之交臂。其教練為曾鍵衡，國家隊中的指導為吳敬平。
他與王勵勤、王皓並稱二王一馬或馬王時代，在2014年12月21日王皓宣佈正式退役後才結束。

## 生平
1986年，上幼儿园的马琳被乒乓球教练杨沈立看中，杨沈立教练四次来到马琳家中登门拜访，最终说服了马琳父母，当时6岁的马琳进入少年体校。在少年体校，马琳训练刻苦，甚至大年三十也会练球。1990年，10岁的马琳进入辽宁省体校，三年后的1993年，马琳来到广东汕头，开始代表广东队参赛，并在1994年在全国青少年锦标赛上获得男子单打冠军。
1994年，马琳和刘国正等人同批进入中国国家乒乓球二队，师从方文教练，在经过一段时间的系统训练后，马琳的技术有了明显的进步。1996年乒乓球亚洲杯，当时16岁的马琳获得了男单项目冠军，同年马琳进入中国国家乒乓球一队，师从吴敬平教练，因为马琳是直板反胶打法，吴教练也有一套直板反胶训练方案，因此马琳在技术和打法上均有进一步的提高。同年亚洲乒乓球锦标赛，马琳搭档邬娜获得混双项目冠军。
1997年，年仅17岁的马琳首次参加世乒赛，因为年轻、技术不够成熟，马琳在男单项目第三轮不敌萨姆索洛夫，男双项目和王涛搭档止步八强（不敌日本组合涩谷浩/松下浩二）。同年第八届全国运动会（八运会），马琳和刘国正、李肇民、李静、林志刚组成的广东男团在男团项目中获得冠军，其中马琳是广东男团的第一主力人选。此外在男单项目上，马琳收获亚军。男双项目，马琳在澳大利亚公开赛和马来西亚公开赛收获冠军。1998年，马琳在乒乓球亚锦赛上单届赛事收获男双和男团项目冠军，并在马来西亚公开赛收获男单项目冠军。
1999年世乒赛，马琳在男单项目上一路接连战胜萨姆索洛夫、金泽洙和瓦尔德内尔晋级决赛，其中在对阵瓦尔德内尔的比赛中，前两局0-2落后的马琳完成大逆转，总比分3-2战胜对手晋级决赛。决赛对阵刘国梁，前三局2-1领先的马琳遭遇对手逆转，总比分2-3告负遗憾收获亚军。不过在混双项目上，马琳和张莹莹搭档获得冠军，该冠军也是马琳职业生涯收获的第一个世界冠军头衔。此外马琳获得由该届赛会颁发的最佳风格奖。时任中国乒乓球队总教练蔡振华在赛后表示马琳等一批小将的成长是该届世乒赛中国队的最大收获。
2000年世乒赛团体赛，马琳的队友刘国正在该届赛事决赛中发挥出色，在奥运会报名的最后时刻，刘国正换掉马琳入围奥运会参赛名单，马琳也失去了自己的首次奥运会之旅。21届乒乓球世界杯上表现出色（该届赛事也是乒乓球改用40毫米大球后产生的第一个世界冠军的赛事），晋级男单决赛的马琳3-0战胜金泽洙收获冠军。
2001年大阪世乒赛，马琳在男团决赛中代表中国队出场，首局对阵比利时选手赛弗，马琳2-1战胜对手帮助中国队拿下第一分，最终中国队3-0战胜比利时队，获得世乒赛男团项目冠军。3-2先胜队友刘国正晋级四强，最终收获季军。凭借着在该届世乒赛上的出色表现，广东省政府授予马琳一等功称号。
2002年3月，马琳以自由人的身份转会加盟山东鲁能乒乓球俱乐部，代表球队征战同年乒超联赛。同年国际乒联巡回赛，马琳在男单和男双两个项目的比赛中均成绩优异，男单项目马琳单年斩获美国公开赛、德国公开赛、波兰公开赛和丹麦公开赛四个分站赛冠军，男双项目马琳则搭档孔令辉单年斩获美国公开赛、德国公开赛和荷兰公开赛三个分站赛冠军，并在巡回赛总决赛上成功夺冠。遗憾的是在巡回赛总决赛男单项目上，当时排名世界第一的马琳在四分之一决赛不敌队友王皓，无缘四强。同年亚运会赛场，马琳在男团项目跟随中国队收获冠军，男双和混双项目均获得季军。
2003年第47屆世乒賽混雙（與王楠）冠軍、男雙（與秦志戩）四強，韓國、中國、丹麥公開賽男單、男雙冠軍，日本公開賽男單四強、男雙冠軍，德國公開賽男單亞軍，瑞典公開賽男雙冠軍，國際乒聯總決賽男雙冠軍。2003年世界盃男單冠軍，是為個人第二冠。
2004年3月，第47届世乒赛男团项目，马琳在决赛第二盘代表中国队出场，3-1的比分战胜德国选手苏斯，最终中国队3-0完胜德国队获得男团项目冠军。除了马琳丢掉一场外，整届赛事中国队其余比赛均以3-0战胜对手。马琳在接受采访时表示自己在对抗比赛压力的方面比以前有所提高。同年8月，马琳以男单二号种子的身份征战雅典奥运会，雅典奥运会也是马琳运动生涯的首次奥运会之旅。男单八分之一决赛，马琳遭遇瑞典球员瓦尔德内尔的挑战，前两局比赛马琳并非没有赢球的机会，然而战术和运气的原因让他连丢两局，最终1-4不敌对手无缘八强。男雙方面，決賽面對狀態火熱的中國香港組合 李靜/高礼泽，马琳和搭档陈玘顶住压力，最终以4-2（11-6、11-9、7-11、11-9、8-11、11-5）的比分战胜对手，马琳获得运动生涯的首枚奥运会金牌。
2004世界盃馬琳再一次獲得男單冠軍，也成為世界盃男單史上第一位成功衛冕的男球手，是為個人第三冠。
2005年世乒赛，男单项目马琳和队友王励勤在决赛中相遇，马琳在2-1领先下遭遇王励勤逆转，最终2-4告负收获亚军；男双项目马琳和搭档陈玘在半决赛中1-4不敌德国组合苏斯/波尔，无缘决赛。10月进行的第十届全国运动会，代表广东队参赛的马琳颗粒无收，团体项目广东队半决赛1-3不敌解放军队，马琳在该场比赛中两次出场均以失利告终；男单项目马琳在半决赛1-4不敌王浩无缘决赛；男双项目马琳搭档张超决赛3-4不敌上海组合王励勤/刘杉无缘冠军；混双项目马琳和刘诗雯搭档在2-0领先的情况下遭遇天津组合郝帅/唐娜逆转，2-3失利无缘四强。
2006年世乒赛男团半决赛中国对阵德国，马琳首场比赛2-3输给波尔，赛后接受采访时马琳表示自己输球的原因在于变化太少，决赛对阵韩国队，马琳第三位出场，并以3-0的比分完胜李廷佑，帮助中国队以总比分3-0战胜对手夺得世乒赛男团冠军。10月，马琳在乒乓球男子世界杯男单决赛4-3险胜王皓夺冠，获得个人第四座男乒世界杯冠军。5局最终3-2获胜，中国队3-0战胜韩国队获得男团项目冠军。501万人民币的价格拍下马琳，作为“标王”的马琳单赛季交出17胜1负的出色表现，帮助陕西银河队提前一年卫冕成功。
2007年世乒赛，继1999年决赛输给刘国梁和2005年决赛输给王励勤后，马琳第三次站在世乒赛男单决赛赛场，然而在大比分3-1领先外加第5局7-1领先的情况下，马琳遭遇王励勤大逆转，最终3-4告负丢掉冠军。男双项目，马琳搭档陈玘决赛4-2击败队友王励勤/王皓，该冠军也是马琳生涯首度获得世乒赛男双冠军。混双项目，马琳搭档王楠决赛2-4不敌队友王励勤/郭跃，收获亚军。同年9月，效力于宁波北仑海天的马琳提前帮助球队夺得乒超联赛冠军。10月，马琳又跟随中国队夺得第5届乒乓球世界杯男团项目冠军。年底进行的国际乒联巡回赛总决赛，马琳决赛4-2战胜队友王皓，继2001年后第二次获得总决赛男单冠军殊荣，此外马琳搭档王皓在该届赛事男双比赛中获得亚军。
2008年世乒赛男团决赛，马琳在决赛对阵韩国队的比赛中代表中国男团首个出场，面对韩国选手柳承敏，马琳3-1战胜对手帮助中国队拿下第一分，最终中国队3-0战胜韩国对夺得男团冠军。
2008年8月18日，马琳搭档王励勤和王皓在决赛中3-0战胜德国队，获得奥运会首枚男团项目金牌，其中马琳在第二盘比赛中3-1战胜波尔。整届赛事马琳未丢一盘，最艰难的比赛是半决赛对阵韩国选手吴尚垠的比赛（3-2获胜）。8月23日，马琳在男单决赛对阵队友王皓，面对2007年世乒赛男单决赛相同的3-1的领先优势，马琳没有给对手逆转的机会，第五局11-9拿下，以总比分4-1获得北京奥运会男单项目金牌，该枚金牌也是马琳职业生涯的首枚奥运会男单项目金牌。夺冠后的马琳和恩师吴敬平相拥落泪。时任中国男乒国家队主教练刘国梁表示：“奥运会是勇敢者的游戏，马琳做好了准备，他用一颗勇敢的心赢得了奥运会（金牌）”。
2008年北京奥运会结束后，国际乒联于同年9月1日正式实施“禁胶令”（球拍全面禁止含有机挥发物的溶剂胶水，只能用无挥发物的水质胶水）。规则的变化影响了马琳在比赛中的表现，他在发球方面的威胁性遭到削弱，马琳开始遭遇长达34个月的“单打冠军荒”。
2009年，馬琳參加第50屆世桌賽單打比賽，向大滿貫發起衝擊，但在準決賽以3:4負於老對手王励勤，再次和世桌賽男單冠軍擦肩。
2010年5月，馬琳參加第50屆世乒賽团体赛。艰难取得参赛资格的他，在决赛中，作为中国队的第一单打，一人独得2分，帮助中国队卫冕成功，第17次捧得斯韦思林杯。也是他个人第5次捧杯。同年11月，馬琳代表中國出戰廣州亞運會，參加乒乓球比賽的男子团体及男子双打（夥拍：许昕）項目，贏得一金一銀的佳績。
2011年，馬琳參加第51屆世乒賽單打和雙打比賽，再次向大滿貫發起衝擊，但在半準決賽以1:4負于新銳馬龍，以止步八強的成績完成單打比賽。而在雙打比賽中，馬琳和陳玘的前世乒賽和奧運的冠軍組合，在決賽中以1:4輸給了隊友馬龍/许昕，無緣冠軍。
2012年，馬琳入選中國男子乒乓球隊征戰多蒙特團體世乒賽陣容，再次隨隊獲得冠軍。雖然此時的馬琳仍是國家隊中不可或缺的一員，但由於狀態已隨年齡的增大而日漸下滑，馬琳最終落選了同年8月的倫敦奧運參賽陣容，但仍以陪練隊員身份隨隊出征奧運乒乓球比賽。
2013年第52屆世乒賽期間，馬琳宣布將在本屆比賽後退出國家隊。最終，馬琳在男單比賽中負於日本選手松平健太，止步第二輪；男雙比賽中，他和郝帥合作，打進決賽，但負於台灣組合莊智淵/陳建安，以一個亞軍的成績結束最後一屆世乒賽之旅。
2013年底，已任職廣東乒乓球運動管理中心黨支部書記的馬琳，和前藝術體操運動員張雅晴結婚，并于婚禮上正式宣佈從國家隊退役。
2017年4月，任中国国家乒乓球队男一队教练。6月，在国乒兵变中，公开声援刘国梁。
2018年，马琳取代肖战，成为劉詩雯的主管教练。
2022年12月，马琳正式成为中国国家女子乒乓球队主教练。

## 球風
馬琳是技術、手感高超的一位球員，他在球場上決不輕言放棄的精神更讓他成為了在乒乓球界值得敬佩的一位選手。馬琳是持中國式直拍，正反手兩面反膠弧圈結合快攻。不同於王皓，馬琳的反手結合了傳統和新興的技術－除了橫打，還有很突出的推擋以及小球細膩處理的技術。
馬琳的正手暴衝弧圈球質量之高往往可以將對手一擊斃命，所以他比賽時不太需要與對手相持太多板，也因此做成其相持實力不及前三板出色。馬琳的發接發環節是世界頂尖，轉不轉的發球套路配上多元化的搶攻，一向都能給對手極大的壓力。而接發球上，馬琳一流的擺短工夫常讓他的對手在與他較量的過程上使不上勁，彷彿英雄無用武之地一般。打高球時更會無預兆地吸短，讓對方趕不及跑回前場而得分。馬琳風格恰好與王勵勤正手相持的打法相反，比賽常常在馬琳的細膩思路與前三板中變得極其複雜。

## 马琳定律
马琳是中国乒乓球超级联赛历史上的传奇人物。2000-2007年，马琳在六个赛季中，先后为八一队、山东鲁能队、广东全球通队、陕西银河队、宁波北仑海天队效力，并且每个赛季都能帮助球队夺得男团冠军。2011年，马琳为浙商银行队效力，帮助这支号称“千年老二”的球队首度问鼎男团桂冠。由于他总能在球队中起到“定海神针”的作用，故而乒超联赛中流传着“得马琳者得天下”的佳话。

## 軼聞
編程問題網站LeetCode上的馬琳為0.01%的頂尖使用者。本人回應這是一起假冒事件，他並沒有參與也不知道此網站。

## 职业生涯戰績
| 年份                         | 1996   | 1997   | 1998   | 1999   | 2000   | 2001   | 2002   | 2003 | 2004 | 2005   | 2006 | 2007 | 2008   | 2009   | 2010   | 2011   | 2012   | 2013   |
| ---------------------------- | ------ | ------ | ------ | ------ | ------ | ------ | ------ | ---- | ---- | ------ | ---- | ---- | ------ | ------ | ------ | ------ | ------ | ------ |
| 世界乒乓球锦标赛             |        |        |        |        |        |        |        |      |      |        |      |      |        |        |        |        |        |        |
| 男子团体                     | －－   | 未参加 | －－   | －－   | 亚军   | 冠军   | －－   | －－ | 冠军 | －－   | 冠军 | －－ | 冠军   | －－   | 冠军   | －－   | 冠军   | －－   |
| 男子单打                     | －－   | 32强   | －－   | 亚军   | －－   | 季军   | －－   | 8强  | －－ | 亚军   | －－ | 亚军 | －－   | 季军   | －－   | 8强    | －－   | 64强   |
| 男子双打                     | －－   | 8强    | －－   | 32强   | －－   | 8强    | －－   | 季军 | －－ | 季军   | －－ | 冠军 | －－   | 未参加 | －－   | 亚军   | －－   | 亚军   |
| 混合双打                     | －－   | 16强   | －－   | 冠军   | －－   | 8强    | －－   | 冠军 | －－ | 未参加 | －－ | 亚军 | －－   | 未参加 | －－   | 未参加 | －－   | 未参加 |
| 世界杯乒乓球赛               |        |        |        |        |        |        |        |      |      |        |      |      |        |        |        |        |        |        |
| 男子团体                     | －－   | －－   | －－   | －－   | －－   | －－   | －－   | －－ | －－ | －－   | －－ | 冠军 | －－   | 未参加 | 未参加 | 冠军   | －－   | 未参加 |
| 男子单打                     | 未参加 | 未参加 | 8强    | 未参加 | 冠军   | 8强    | 8强    | 冠军 | 冠军 | 季军   | 冠军 | 8强  | 未参加 | 未参加 | 未参加 | 未参加 | 未参加 | 未参加 |
| 奥运会乒乓球赛               |        |        |        |        |        |        |        |      |      |        |      |      |        |        |        |        |        |        |
| 男子团体                     | －－   | －－   | －－   | －－   | －－   | －－   | －－   | －－ | －－ | －－   | －－ | －－ | 冠军   | －－   | －－   | －－   | 未参加 | －－   |
| 男子单打                     | 未参加 | －－   | －－   | －－   | 未参加 | －－   | －－   | －－ | 16强 | －－   | －－ | －－ | 冠军   | －－   | －－   | －－   | 未参加 | －－   |
| 男子双打                     | 未参加 | －－   | －－   | －－   | 未参加 | －－   | －－   | －－ | 冠军 | －－   | －－ | －－ | －－   | －－   | －－   | －－   | －－   | －－   |
| 国际乒联职业巡回赛总决赛     |        |        |        |        |        |        |        |      |      |        |      |      |        |        |        |        |        |        |
| 男子单打                     | 未参加 | 16强   | 8强    | 16强   | 季军   | 冠军   | 8强    | 16强 | 亚军 | 未参加 | 季军 | 冠军 | 季军   | 16强   | 未参加 | 16强   | 季军   | 未参加 |
| 男子双打                     | 未参加 | 未参加 | 亚军   | 冠军   | 季军   | 未参加 | 冠军   | 冠军 | 冠军 | 未参加 | 亚军 | 亚军 | 未参加 | 未参加 | 未参加 | 冠军   | 未参加 | 未参加 |
| 亚运会乒乓球赛               |        |        |        |        |        |        |        |      |      |        |      |      |        |        |        |        |        |        |
| 男子团体                     | －－   | －－   | 未参加 | －－   | －－   | －－   | 冠军   | －－ | －－ | －－   | 冠军 | －－ | －－   | －－   | 冠军   | －－   | －－   | －－   |
| 男子单打                     | －－   | －－   | 未参加 | －－   | －－   | －－   | 未参加 | －－ | －－ | －－   | 亚军 | －－ | －－   | －－   | 未参加 | －－   | －－   | －－   |
| 男子双打                     | －－   | －－   | 未参加 | －－   | －－   | －－   | 季军   | －－ | －－ | －－   | 亚军 | －－ | －－   | －－   | 亚军   | －－   | －－   | －－   |
| 混合双打                     | －－   | －－   | 未参加 | －－   | －－   | －－   | 季军   | －－ | －－ | －－   | 冠军 | －－ | －－   | －－   | 未参加 | －－   | －－   | －－   |
| 国际乒联职业巡回赛分站冠军数 |        |        |        |        |        |        |        |      |      |        |      |      |        |        |        |        |        |        |
| 男子单打                     | 0      | 0      | 1      | 1      | 0      | 1      | 4      | 3    | 1    | 0      | 3    | 3    | 2      | 0      | 0      | 1      | 0      | 0      |
| 男子双打                     | 0      | 2      | 5      | 2      | 2      | 1      | 3      | 5    | 3    | 0      | 3    | 3    | 3      | 1      | 2      | 2      | 2      | 0      |
| 年份                         | 1996   | 1997   | 1998   | 1999   | 2000   | 2001   | 2002   | 2003 | 2004 | 2005   | 2006 | 2007 | 2008   | 2009   | 2010   | 2011   | 2012   | 2013   |

## 外部連結
- 马琳在国际奥林匹克委员会的资料
- 高手如琳 （页面存档备份，存于）
- 我的奧林匹克—马琳
- 【乒乓王国】乒坛传奇：马琳的乒乓生涯 （页面存档备份，存于）